# Remora (zoologia)
Remora è un genere di pesci ossei marini appartenenti alla famiglia Echeneidae.

## Distribuzione e habitat
Sono diffuse in tutti i mari tropicali e subtropicali, talune specie anche nelle acque temperate fredde. Nel mar Mediterraneo sono presenti le specie R. australis, R. brachyptera, R. osteochir e R. remora.
Sono pesci pelagici noti, come tutta la famiglia Echeneidae, per intrattenere una simbiosi mutualistica con pesci di grandi dimensioni e cetacei facendosi trasportare grazie alla ventosa dorsale.

## Specie
- Remora albescens
- Remora australis
- Remora brachyptera
- Remora osteochir
- Remora remora